# Provincia Takhar
Provincia Takhar (paștună: تخار ولايت; persană: تخار‎) este una dintre provinciile Afganistanului. Este localizată în partea nord-estică, la frontiera cu statul Tadjikistan.